# Zwarte spar
De zwarte spar (Picea mariana) is een naaldboom uit de familie der dennen (Pinaceae).

## Kenmerken
Volwassen bomen zijn gebruikelijk 5–15 m hoog met een stam met een gemiddelde diameter van 15–50 cm. Uitzonderlijk kan de boom tot 30 m hoog worden en een stam tot 60 cm in diameter hebben.
De kegelvrucht is met een lengte van 1,5 tot 4 cm en een breedte van 1 tot 2 cm de kleinste van alle sparrensoorten. 

## Verspreiding
De sparrensoort komt veelvuldig voor in Canada en groeit er in alle provincies en territoria. Hij is als meest voorkomende boom in de provincie Newfoundland en Labrador uitgeroepen tot "officiële boom" van die provincie.
De zwarte spar komt ook voor in noordelijke delen van de Verenigde Staten, namelijk in Alaska, de Grote Merenregio en het noorden van de Noordoostelijke Verenigde Staten.

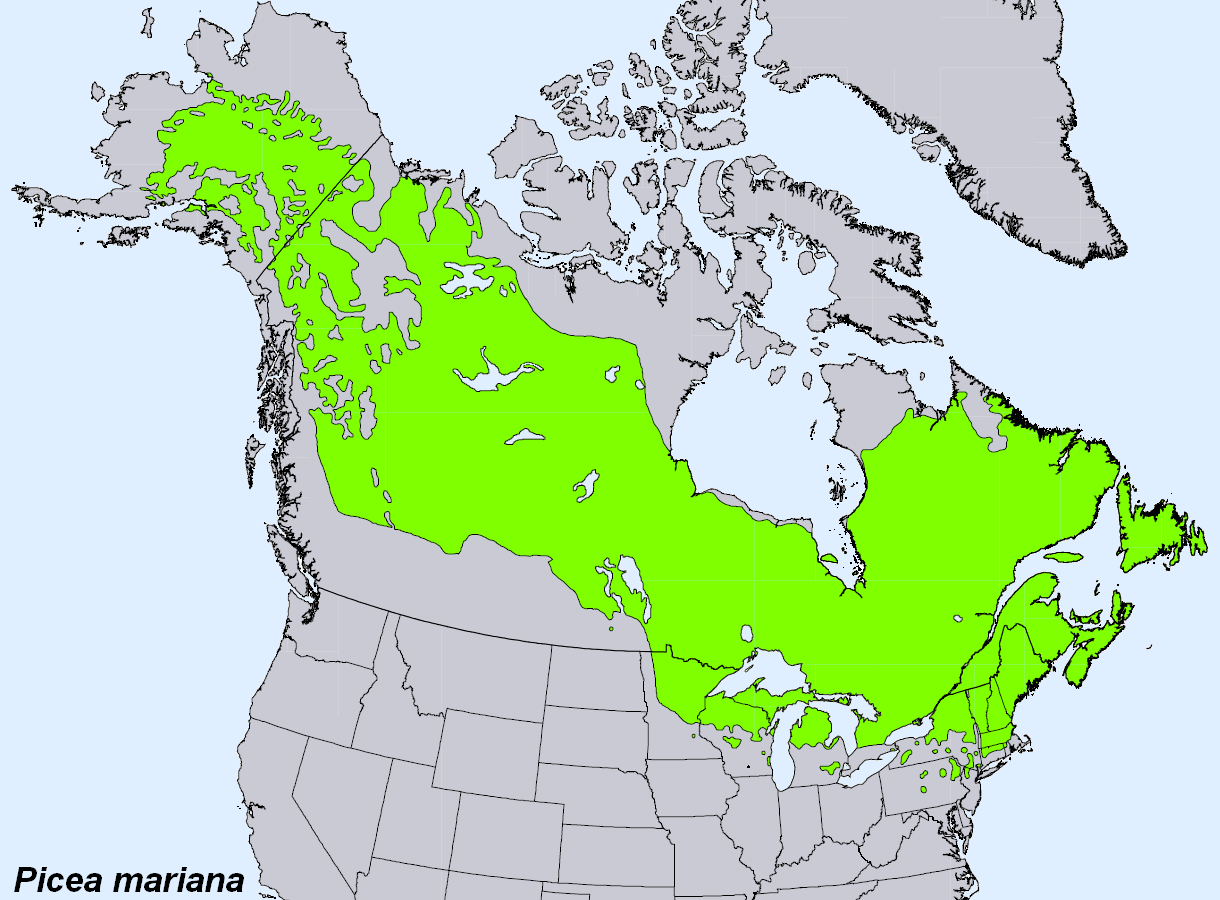
Verspreiding van de zwarte spar

## Synoniemen
- Abies denticulata Michx.
- Abies mariana Mill.
- Abies nigra (Castigl.) Du Roi
- Peuce rubra Rich.
- Picea brevifolia Peck
- Picea ericoides Bean
- Picea nigra (Du Roi) Link
- Pinus denticulata (Michx) Muhl.
- Pinus mariana (Mill.) Du Roi
- Pinus marylandica Antoine
- Pinus nigra Aiton

... · 
P. abies (Fijnspar) · 
P. breweriana (Brewers treurspar) · 
P. glauca (Witte spar) · 
P. jezoensis (Jezospar) · 
P. mariana (Zwarte spar) · 
P. obovata (Siberische spar) · 
P. omorika (Servische spar) · 
P. orientalis (Kaukasische spar) · 
P. pungens (Blauwe spar) · 
P. schrenkiana (Kirgiezenspar) · 
P. sitchensis (Sitkaspar) · 
P. smithiana (Himalayaspar) · 
...